# François de Stockhem
François-Joseph baron de Stockhem, ook de Stockhem-Mean, (Heers, 21 april 1770 - Brussel, 1 februari 1845) was een Zuid-Nederlands en Belgisch politicus, die onder meer lid werd van het Belgisch Nationaal Congres en senator.

## Levensloop
De Stockhem was de zoon van baron Nicolas de Stockhem (1723-1795), heer van Heers, baron van het Heilig Roomse Rijk en van Jeanne de Maisières. Onder het prinsbisdom Luik was Stockhem coadjutor van een van de functionarissen van de Luikse kathedraal en burgemeester van Kermt. Van 1818 tot 1829 was hij lid van de Tweede Kamer. Hij verkreeg in 1816 adelserkenning met de titel baron, net zoals zijn twee broers, Charles de Stockhem de Heers (1763-1839), die lid werd van de Eerste Kamer en Dieudonné de Stockhem (1771-1825).
In 1830 maakte het arrondissement Luik hem lid van het Nationaal Congres. Hij stemde voor de onafhankelijkheidsverklaring, maar tegen de eeuwigdurende uitsluiting van de Nassaus, wat hem de stempel 'orangist' opleverde, daar waar hij voor het overige tot de conservatieve katholieken werd gerekend. Hij stemde voor Karel van Oostenrijk-Teschen als koning, voor Surlet de Chokier als regent en voor Leopold van Saksen-Coburg als koning. Ten slotte stemde hij ook voor de aanvaarding van het Verdrag der XVIII artikelen.
Van 1831 tot 1843 was hij senator voor het arrondissement Hasselt. Hij was ook maire (1815) en gemeenteraadslid (1816-1836) van Kermt.
De Stockhem trouwde in 1807 met gravin Constance de Méan de Beaurieux (1785-1846). Het paar bleef kinderloos.
Ook de andere de Stockhems waren niet zeer productief, met als gevolg dat de naam in 1883 is uitgestorven.